# Mediji na Poljskem
Mediji na Poljskem so sestavljeni iz več različnih vrst komunikacijskih medijev, vključno s televizijo, radiom, kinom, časopisi, revijami in internetom. V času komunističnega režima na Poljskem je stalinistična tiskovna doktrina prevladovala in nadzorovala vse poljske medije. Država je uvedla svobodo tiska po padcu komunizma. Glavne značilnosti poljskega medijskega sistema so produkt družbenopolitične in gospodarske postkomunistične tranzicije države. Te značilnosti vključujejo: privatizacijo novinarskega sektorja; preoblikovanje državne radiotelevizije v javne radiotelevizije; prenos tujega kapitala na medijski trg in evropska integracija avdiovizualnih medijskih politik. Danes je medijska pokrajina zelo razširjena, vendar močno polarizirana glede na politične in ideološke ločnice.